# 사쿠라 제네시스
사쿠라 제네시스(일본어: サクラ・ジェネシス)는 신일본 프로레슬링의 페이퍼뷰이다. 2013년부터 2016년까지 인베이전 어택(INVASION ATTACK)의 명칭으로 개최되어 있었지만, 2017년부터 개칭되었다.